# Hotel del Luna
Hotel del Luna (호텔 델루나?, Hotel dellunaLR) è un drama coreano trasmesso su tvN dal 13 luglio al 1º settembre 2019.

## Trama
L'Hotel del Luna, situato a Seul, non è come qualsiasi altro hotel: i suoi clienti sono tutti fantasmi e non è visibile nella sua vera forma durante il giorno. Durante l'era Goguryeo, una ribelle di nome Jang Man-wol bevve un liquore che inconsapevolmente la trasformò nel proprietario della pensione mentre era in viaggio per trovarlo. È rimasta bloccata a gestire l'hotel negli ultimi 1000 anni prima di incontrare Ku Chan-seong, il nuovo direttore.

## Personaggi
- Jang Man-wol, interpretata da IU e Kim Gyu-ri (da giovane)
- Ku Chan-seong, interpretato da Yeo Jin-goo e Kim Kang-hoon (da giovane)
- No Jung-suk, interpretato da Jung Dong-hwan
- Kim Seon-bi, interpretato da Shin Jung-geun
- Choi Seo-hee, interpretata da Bae Hae-sun
- Ji Hyun-joong, interpretato da P.O
- Jung Soo-jung/Kim Yoo-na, interpretata da Kang Mi-na
- Goo Chung-myung, interpretato da Lee Do-hyun
- Yeon-woo/Ufficiale Park Young-soo, interpretato da Lee Tae-sun
- Sanchez, interpretato da Jo Hyun-chul
- Principessa Song-Hwa/Lee Mi-ra, interpretata da Park You-na
- Seol Ji-won, interpretato da Lee David
- Mago, interpretata da Seo Yi-sook
- Morte, interpretato da Kang Hong-seok

## Ascolti
| Episodio | Data di trasmissione | Dati AGB            | Dati AGB                   |
| Episodio | Data di trasmissione | A livello nazionale | Area metropolitana di Seul |
| -------- | -------------------- | ------------------- | -------------------------- |
| 1        | 13 luglio 2019       | 7,327%              | 7,749%                     |
| 2        | 14 luglio 2019       | 7,633%              | 8,857%                     |
| 3        | 20 luglio 2019       | 8,281%              | 9,478%                     |
| 4        | 21 luglio 2019       | 7,736%              | 9,024%                     |
| 5        | 27 luglio 2019       | 7,023%              | 7,883%                     |
| 6        | 28 luglio 2019       | 8,701%              | 9,949%                     |
| 7        | 3 agosto 2019        | 8,052%              | 8,772%                     |
| 8        | 4 agosto 2019        | 9,131%              | 10,469%                    |
| 9        | 10 agosto 2019       | 8,349%              | 10,266%                    |
| 10       | 11 agosto 2019       | 10,009%             | 11,779%                    |
| 11       | 17 agosto 2019       | 8,590%              | 9,746%                     |
| 12       | 18 agosto 2019       | 10,407%             | 12,178%                    |
| 13       | 24 agosto 2019       | 8,750%              | 9,892%                     |
| 14       | 25 agosto 2019       | 9,995%              | 11,986%                    |
| 15       | 31 agosto 2019       | 9,892%              | 11,255%                    |
| 16       | 1º settembre 2019    | 12,001%             | 13,875%                    |
| Media    | Media                | 8,867%              | 10,197%                    |

## Colonna sonora
1. Another Day – Monday Kiz e Punch
2. Lean on My Shoulders (나의 어깨에 기대어요?) – 10cm
3. All About You (그대라는 시?) – Kim Tae-yeon
4. Only You (너만 너만 너만?) – Yang Da-il
5. Can You See My Heart (내 맘을 볼 수 있나요?) – Heize
6. At the End (그 끝에 그대?) – Chungha
7. Remember Me (기억해줘요 내 모든 날과 그때를?) – Gummy
8. See the Stars (어떤 별보다?) – Red Velvet
9. Can You Hear My Voice (내 목소리 들리니?) – Ben
10. So Long (안녕?) – Paul Kim
11. Say Goodbye – Song Ha-ye
12. Done for Me – Punch
13. Love del Luna (러브 델루나?) – Lee Tae-yong e Punch

## Riconoscimenti
| Anno | Premio                        | Categoria                            | Ricevente                      | Risultato       |
| ---- | ----------------------------- | ------------------------------------ | ------------------------------ | --------------- |
| 2019 | Korea Drama Awards            | Miglior colonna sonora               | Kim Tae-yeon ("All About You") | Candidato/a     |
| 2019 | Korea Drama Awards            | Premio alla carriera                 | Jung Dong-hwan                 | Vincitore/trice |
| 2019 | Mnet Asian Music Awards       | Miglior colonna sonora               | Gummy ("Remember Me")          | Vincitore/trice |
| 2019 | Mnet Asian Music Awards       | Miglior colonna sonora               | Paul Kim ("So Long")           | Candidato/a     |
| 2019 | Asian Academy Creative Awards | Miglior serie drammatica - Regionale | Hotel del Luna                 | Vincitore/trice |

## Distribuzioni internazionali
| Paese     | Canale/i          | Prima TV                         | Titolo adottato |
| --------- | ----------------- | -------------------------------- | --------------- |
| Malaysia  | tvN Asia          | 13 agosto-2 ottobre 2019         | Hotel del Luna  |
| Singapore | tvN Asia          | 13 agosto-2 ottobre 2019         | Hotel del Luna  |
| Filippine | ABS-CBN           | 18 novembre 2019-24 gennaio 2020 | Hotel del Luna  |
| Taiwan    | GTV Main Channel  | 13 dicembre 2019-24 gennaio 2020 | 德魯納酒店      |
| Taiwan    | GTV Variety Show  | 14 febbraio-26 marzo 2020        | 德魯納酒店      |
| Taiwan    | ELTA TV           | 19 febbraio-18 marzo 2020        | 德魯納酒店      |
| Hong Kong | Now TV            | 22 dicembre 2019-18 gennaio 2020 | 德魯納酒店      |
| Hong Kong | Viu TV            | 15 aprile-22 maggio 2020         | 德魯納酒店      |
| Perù      | Willax Televisión | 8 giugno 2020                    | Hotel del Luna  |
| Malaysia  | TV3               | 7 ottobre 2020                   | Hotel del Luna  |
| Malaysia  | 8TV               | 7 ottobre 2020                   | Hotel del Luna  |
| Cile      | ETC               | novembre 2020                    | Hotel del Luna  |